# Nicker (Messer)
Ein Nicker (auch Knicker, Nickfänger, Genickfänger, in Österreich meist Knicker) ist ein 15–25 cm langes und schmales, einseitig scharf geschliffenes Jagdmesser, das neben seiner allgemeinen Verwendung geeignet ist, ein Stück Wild durch einen Stich in den Nacken (Genickstich) über dem obersten Halswirbel (Atlas) zu töten. Der oberste Halswirbel wird, weil er das Nicken mit dem Kopf ermöglicht, auch Nicker genannt – daher die Bezeichnung Nicker (bzw. Gnicker) für das Messer und der Begriff Abnicken für den Stich.

## Jagdliche Funktion

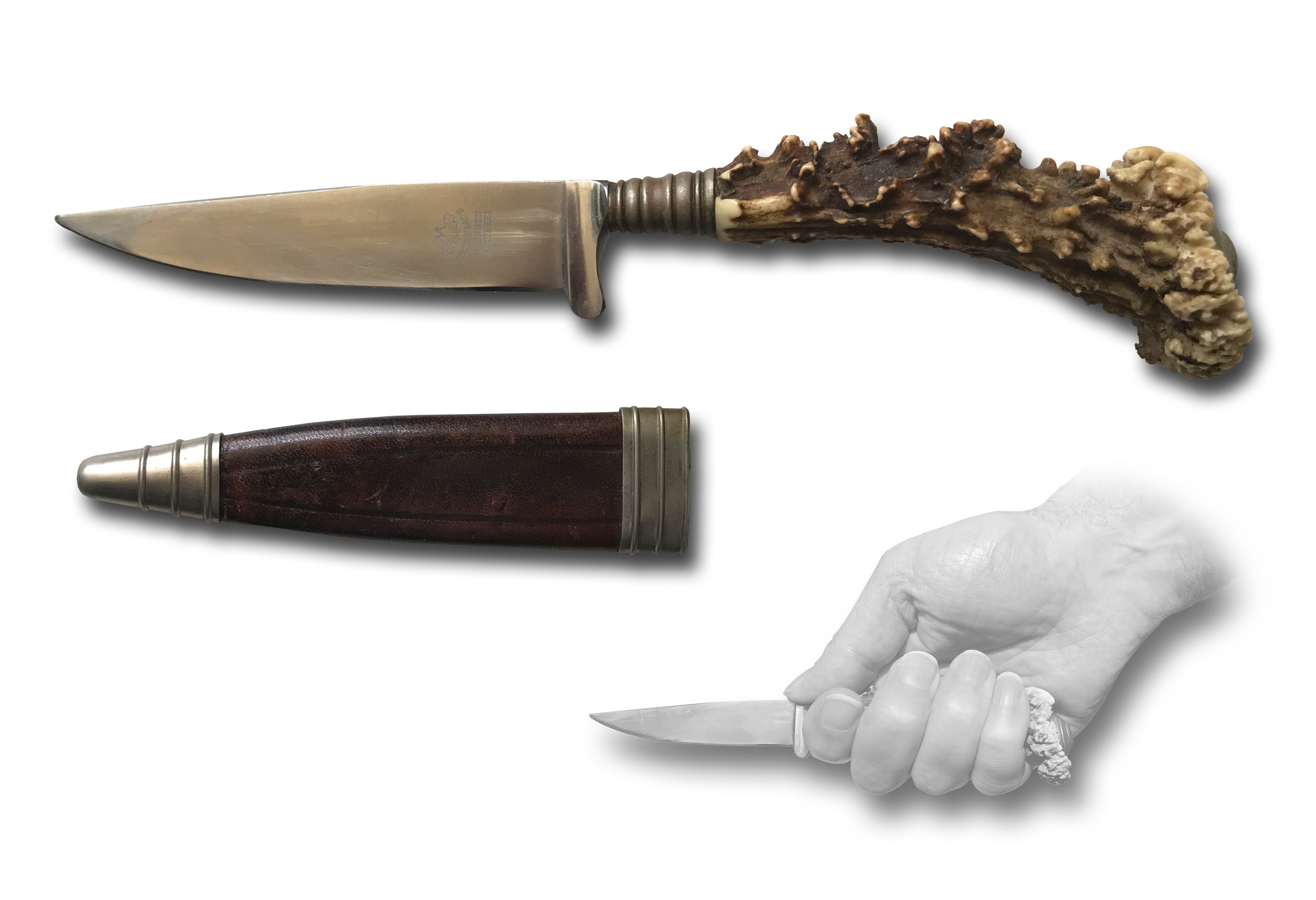
Jagdnicker mit Griff aus unbehandeltem Gehörn und korrekte jagdliche Handhabung

Die Notwendigkeit zum Abnicken kann sich ergeben, wenn das Tier verletzt ist (z. B. durch Verkehrsunfall oder schlechten Schuss) und deshalb schnell von seinen Leiden erlöst werden muss, die Situation aber die Anwendung von Schusswaffen nicht erlaubt oder ermöglicht.
Der Stich genau über den Atlas erfordert Geschick und Erfahrung, er soll sofort tödlich und damit tierschutzkonform sein.
Das Abnicken von nicht verendetem Wild ist in der jagdlichen Praxis heute unüblich. Für die rasche und endgültige Tötung (vgl. § 22a des Bundesjagdgesetzes) nutzt der Jäger möglichst eine Feuerwaffe.
Ist der Einsatz einer Schusswaffe nicht möglich (z. B. wegen harten Untergrunds, etwa einer Straße) wird heutzutage nicht mehr das Abnicken empfohlen, da es viel Geschick und Erfahrung benötigt. Stattdessen wird der Blattfang angewendet. Dabei sticht man dem Wild mit einem geeigneten Messer durch die Rippen in die Lunge und/oder das Herz. Ziel ist die Durchtrennung von Hauptblutgefäßen und die Zerstörung des Herzmuskels. Dabei wird die Blutzufuhr zum Gehirn unterbrochen, was einen schnellen Tod zur Folge hat. Darüber hinaus wird bei richtigem Vorgehen die Kammer (der Thorax) des Tiers eröffnet, was einen ebenfalls tödlichen Pneumothorax verursacht.

## Tracht

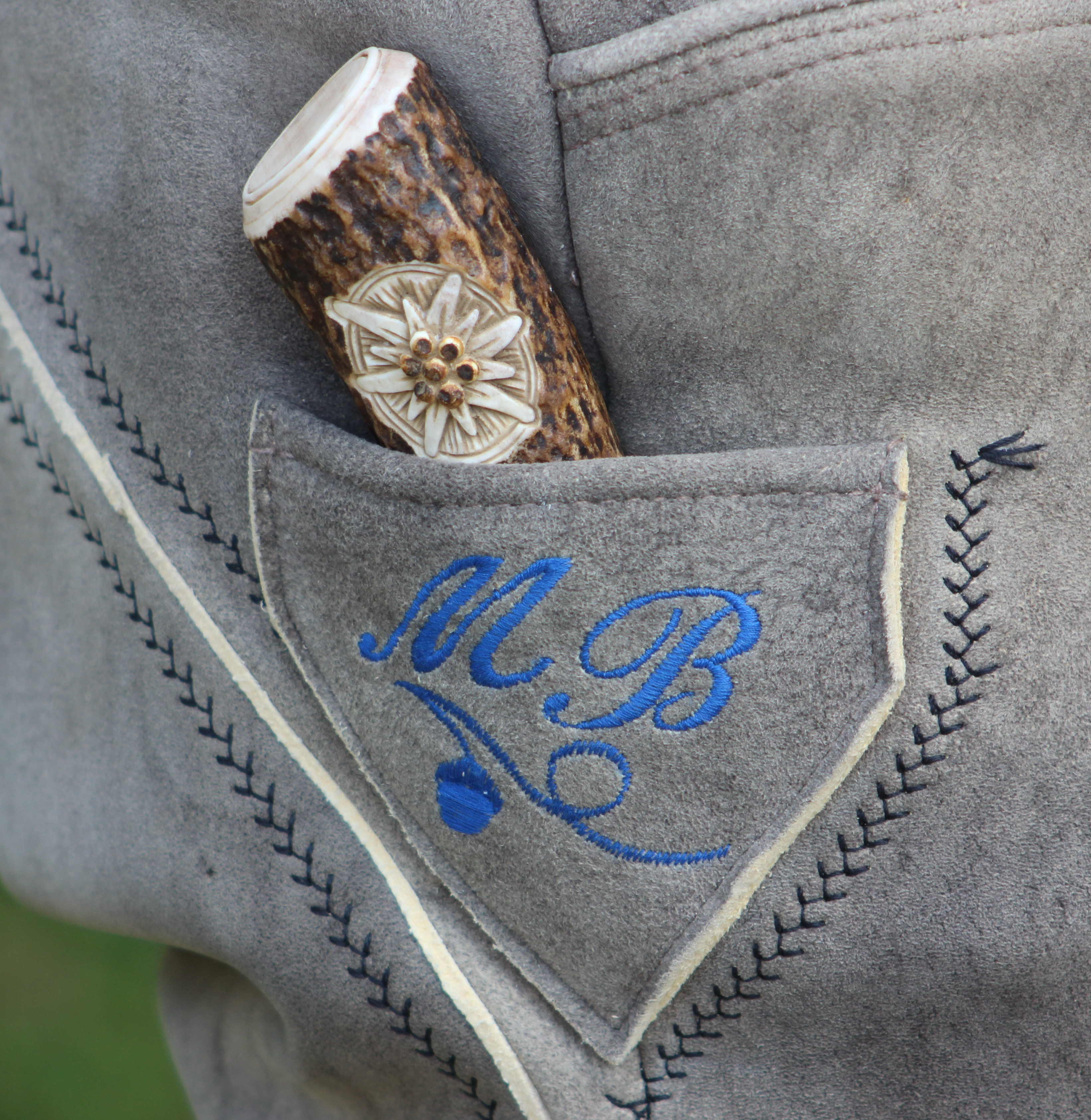
Nicker in der Messertasche einer traditionellen Lederhose

Der Nicker gehört zur traditionellen Ausstattung einer Lederhose und wird dort im Außensäckel (auch Nickertasche genannt), der rechtsseitig unterhalb der Tasche (dem Hosensack) eingesetzten Nebentasche, mit Lederscheide eingeschoben.
Traditionelle Hersteller dieser Nicker sind z.b. Hubertus Solingen, Böker und Linder.